# Thomas Hughes
Thomas Hughes, född 20 oktober 1822, död 22 mars 1896, var en brittisk jurist och författare.
Hughes skildrade i Tom Brown's school days (1857, svensk översättning 1878) vardagen i en engelsk public school. Boken, som bygger på Hughes egna minnen från Rugby School under Thomas Arnolds rektorstid, åtnjöt länge en bred popularitet och har betraktats som en av de klassiska engelska skolskildringarna.